# Podranki
Podranki (Подранки) è un film del 1976 diretto da Nikolaj Nikolaevič Gubenko.

## Trama
Tristezza e gioia, fede e disperazione sono strettamente intrecciate nella mente dello scrittore Aleksej Bertenev, quando il suo ricordo lo riporta all'infanzia. E l'infanzia di questa generazione non è stata facile, essendosi svolta negli anni duri della guerra.